# 드리사 디아키테
드리사 디아키테(Drissa Diakité, 1985년 2월 28일 ~ )는 말리 태생의 축구 선수이다.